# Tharra lanceolata
Tharra lanceolata är en insektsart som beskrevs av Nielson 1982. Tharra lanceolata ingår i släktet Tharra och familjen dvärgstritar. Inga underarter finns listade i Catalogue of Life.